# Didier Philippe
Didier Philippe est un footballeur français né le 28 septembre 1961 à Sarralbe, évoluant au poste d'attaquant de 1980 à 1994 et reconverti en entraîneur.

## Biographie

### Joueur
ll joue notamment à l'AS Nancy-Lorraine où il signe professionnel en 1982, et au Stade lavallois, qui ne renouvelle pas son contrat après la descente en deuxième division. Il dispute au total 215 matchs en Division 1 et 75 matchs en Division 2. 

### Entraîneur
Entraîneur de l'US Forbach lors de la saison 2003-2004, il permet au club du président Da Soler d'accéder à la CFA. Après quatre années passées au club allemand du FC Sarrebruck (Regionalliga) à entraîner ses différentes équipes (18 ans, équipe B puis équipe A), il rejoint le FC Metz en juillet 2008 pour s'occuper du recrutement. 
Le 19 avril 2010, il est nommé entraîneur-adjoint de Joël Muller au FC Metz. Ce duo de technicien remplace celui qui dirigeait l'équipe depuis 2008, formé d'Yvon Pouliquen et Christian Mattiello.
Ensuite entraineur de l'équipe Luxembourgeoise F91 Dudelange avec laquelle il créer l'exploit au sencond tour qualificatif pour la ligue des champions 2012-2013 face au Red Bull Salzbourg (aller à Dudelange victoire 1-0, retour à Salzbourg défaite 4-3) il est démis de ses fonctions pour résultats mitigés au mois de novembre 2012 remplacé par Patrick Hesse.

## Carrière

### Joueur
- 1980-1982 :  1. FC Sarrebruck
- 1982-1987 :  AS Nancy-Lorraine
- 1987-1989 :  Stade lavallois
- 1989-1990 :  Sarreguemines
- 1990-1991 :  FC Istres
- 1991-1992 :  CS Sedan
- 1992-1993 :  FC Martigues
- 1993-1994 :  Sporting Toulon Var

### Entraîneur
- 1994-2003 :  AS Sarreguemines
- 2003-2004 :   US Forbach
- 2011- :  F91 Dudelange

## Palmarès

### Joueur
- Champion de France de Division 2 en 1993 avec le FC Martigues

### Entraîneur
- Champion du Luxembourg en 2012 avec Dudelange